# James Dutton
James Patrick Dutton Jr, född 20 november 1968 i Eugene, Oregon, är en amerikansk astronaut och pilot i 2004 års klass (astronautgrupp 19). Han är även testpilot i US Air Force med graden överste.

## Rymdfärder
- Discovery - STS-131